# Erubey Cabuto
Erubey Cabuto García (* 6. September 1975 in Tepic, Nayarit) ist ein ehemaliger mexikanischer Fußballspieler auf der Position des Torwarts. 

## Leben

### Verein
Der aus dem Nachwuchsbereich von Atlas Guadalajara stammende Cabuto unterschrieb bei dem in Guadalajara ansässigen Verein auch seinen ersten Vertrag als Profifußballspieler. Sein Debüt in der mexikanischen Primera División bestritt er in einem am 23. Dezember 1995 ausgetragenen Spiel bei Santos Laguna, das 1:0 gewonnen wurde.
Als der bisherige Stammtorwart Oswaldo Sánchez den Club Atlas im Sommer 1996 verließ und zum Hauptstadtverein América wechselte, wurde Cabuto neuer Stammtorhüter der Atlatistas, für die er in den folgenden sechs Jahren 216 Ligaspiele absolvierte und dabei 333 Gegentore erhielt. Im Torneo Verano 99, dem Rückrundenturnier der  Saison 1998/99, gelang Atlas zum ersten Mal überhaupt seit Einführung der Liguillas in der Saison 1970/71 der Einzug ins Meisterschaftsfinale, das erst im Elfmeterschießen gegen Deportivo Toluca verloren wurde. Cabuto hatte an diesem Erfolg maßgeblichen Anteil und wurde nach Ablauf desselben Turniers zum Torhüter des Jahres in Mexiko gewählt.
Vor der Saison 2002/03 wechselte Cabuto zum Querétaro Fútbol Club, der sich zur selben Zeit die Zugehörigkeit zur ersten Liga durch den Erwerb der Lizenz des finanziell angeschlagenen CF La Piedad gesichert hatte. Als die Gallos Blancos zwei Jahre später der Teilnehmerreduzierung von vorher 20 auf zukünftig 18 Mannschaften zum Opfer fielen, wechselte Cabuto zu den Jaguares de Chiapas, bei denen er allerdings kaum noch zum Einsatz kam und innerhalb von zwei Jahren nur sechs Ligaspiele absolvierte. Nachdem Querétaro vor der Saison 2006/07 die Rückkehr in die erste Liga gelungen war, kehrte Cabuto zu seinem früheren Arbeitgeber zurück, wurde aber auch hier nur noch viermal eingesetzt und beendete am Ende derselben Saison, die die Gallos Blancos als Direktabsteiger in die zweite Liga abschlossen, seine aktive Laufbahn.

### Nationalmannschaft
Erubey Cabuto war zweiter Torhüter im mexikanischen Aufgebot beim Konföderationen-Pokal 2001, kam dort allerdings nicht zum Einsatz. Seinen einzigen Länderspieleinsatz hatte Cabuto am 11. April 2001 beim 1:0-Heimsieg der mexikanischen Nationalmannschaft gegen Chile, als er die zweite Halbzeit im Estadio Tecnológico von Monterrey bestreiten durfte.

## Erfolge

### Persönlich
- Torhüter des Jahres in Mexiko: Verano 1999

### Verein
- Mexikanischer Vizemeister: Verano 1999